# Whittingehame
Whittingehame ist ein Weiler in der schottischen Council Area East Lothian. Er liegt rund neun Kilometer südwestlich von Dunbar zwölf Kilometer südöstlich von North Berwick am Nordrand der Lammermuir Hills. Entlang der Südflanke verläuft das Whittingehame Water, ein Quellfluss des Biel Waters.

## Geschichte
Vor 1372 gehörten die Ländereien von Whittingehame zu den Besitztümern der Earls of March. Durch Heirat fielen sie in diesem Jahre dem Clan Douglas zu und verblieben über Jahrhunderte in dessen Besitz. Im späten 15. oder frühen 16. Jahrhundert entstand dort das Tower House Whittingehame Tower, das rund 300 m westlich von Whittingehame House gelegen ist. Angeblich trafen sich in den 1560er Jahren James Douglas, 4. Earl of Morton und James Hepburn, 4. Earl of Bothwell auf dem Anwesen, um die Ermordung von Henry Stuart, Lord Darnley, Gemahl der schottischen Königin Maria Stuart und formal König von Schottland, vorzubereiten. 1660 gelangten die Ländereien durch Heirat in den Besitz des Clans Seton und später des Clans Hay. Die Whittingehame Parish Church wurde 1722 errichtet. 1817 wurde das Anwesen Wittingehame an James Balfour veräußert, welcher das Herrenhaus Whittingehame House errichten ließ. Im Zuge der Baumaßnahmen ließ Balfour Wittingehame an das Südufer des Luggate Burn verlegen. Nach James Balfours Tod ging das Anwesen an seinen Sohn James Maitland Balfour über, der es wiederum an den späteren Premierminister Arthur James Balfour vererbte.

## Verkehr
In einer dünnbesiedelten Region East Lothians gelegen, ist Whittingehame nur schlecht an das Straßennetz angebunden. Eine Nebenstraße führt zur B6370, die in die nördlich verlaufenden Fernstraßen A1 und A199 einmündet.

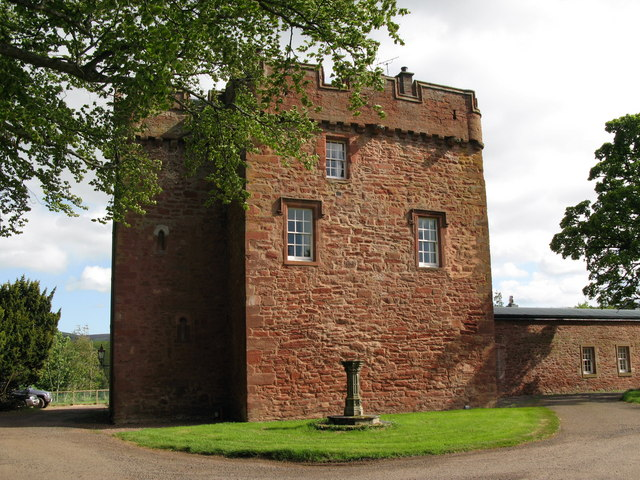
Whittingehame Tower
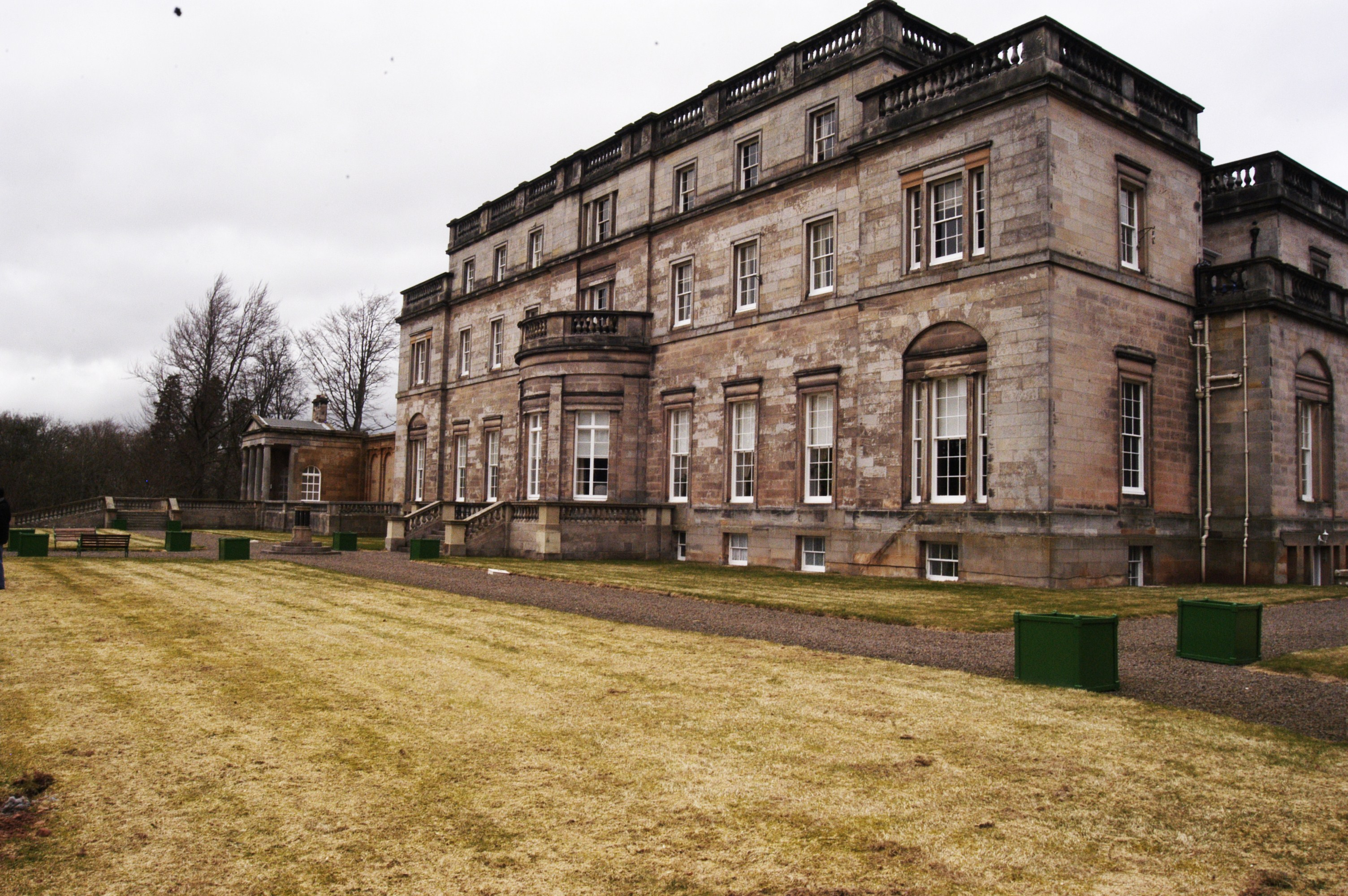
Whittingehame House